# Autriche aux Jeux olympiques d'hiver de 1964
L'Autriche participe aux Jeux olympiques d'hiver de 1964, organisés à Innsbruck en Autriche. Cette nation, qui participe aux Jeux olympiques d'hiver pour la neuvième fois après sa présence à toutes les éditions précédentes, est pour la première fois le pays organisateur. La délégation autrichienne, formée de 83 athlètes (69 hommes et 14 femmes), obtient douze médailles (quatre d'or, cinq d'argent et trois de bronze) et se classe au deuxième rang du tableau des médailles.

## Médaillés
| Médaille                            | Nom                                                        | Discipline          | Épreuve             |
| ----------------------------------- | ---------------------------------------------------------- | ------------------- | ------------------- |
| Médaille d'or, Jeux olympiques      | Egon Zimmermann                                            | Ski alpin           | Descente hommes     |
| Médaille d'or, Jeux olympiques      | Pepi Stiegler                                              | Ski alpin           | Slalom hommes       |
| Médaille d'or, Jeux olympiques      | Christl Haas                                               | Ski alpin           | Descente femmes     |
| Médaille d'or, Jeux olympiques      | Josef Feistmantl Manfred Stengl                            | Luge                | Double hommes       |
| Médaille d'argent, Jeux olympiques  | Karl Schranz                                               | Ski alpin           | Slalom géant hommes |
| Médaille d'argent, Jeux olympiques  | Edith Zimmermann                                           | Ski alpin           | Descente femmes     |
| Médaille d'argent, Jeux olympiques  | Erwin Thaler Adolf Koxeder Josef Nairz Reinhold Durnthaler | Bobsleigh           | Bob à quatre hommes |
| Médaille d'argent, Jeux olympiques  | Regine Heitzer                                             | Patinage artistique | Simple femmes       |
| Médaille d'argent, Jeux olympiques  | Reinhold Senn Helmut Thaler                                | Luge                | Double hommes       |
| Médaille de bronze, Jeux olympiques | Pepi Stiegler                                              | Ski alpin           | Slalom géant hommes |
| Médaille de bronze, Jeux olympiques | Traudl Hecher                                              | Ski alpin           | Descente femmes     |
| Médaille de bronze, Jeux olympiques | Leni Thurner                                               | Luge                | Simple femmes       |